# Herrliberg
Herrliberg je obec v kantonu Curych ve Švýcarsku. Žije zde přibližně 6 300 obyvatel.

## Geografie
Území obce se rozkládá od Curyšského jezera po svah masivu Schönbüel. Obec má rozlohu 897 hektarů, z čehož je 56 procent využíváno pro zemědělství, 24 procent pokrývají lesy, 16 procent tvoří osady a 4 procenta dopravní plochy. K Herrlibergu náleží také vesnice Wetzwil.
Sousedními obcemi Herrlibergu jsou Erlenbach, Küsnacht, Zollikon, Maur, Egg a Meilen.

## Historie

Letecký pohled (1919)

Osídlení náhorní plošiny je na základě zmínky o Wetzwilu (připomínán již roku 797 jako Wezinvilare) v listinách z 8. století považováno za jisté. Pobřežní pásmo a svah byly osídleny pravděpodobně později. Na to poukazují mimo jiné sekundární názvy osad odvozené od názvů polí, ale také názvy vykácených lesů, jako je Grüt. Oblast statků na vyvýšenině s Wetzwilem, Breitwilem a Intwilem patřila k hradu Friedberg u Meilenu a v roce 1336 šlechtické rodině Mülnerů z Curychu. Vrchní soudy nad osadami přešly v roce 1384 s okrskem Küsnacht k Curychu, nižší soudy byly ve 14. a na počátku 15. století v držení curyšské rodiny Bletscherů. Kolem roku 1417 získalo město Curych daňovou a územní svrchovanost nad Herrlibergem. V roce 1370 jsou zmíněny kaple ve vesnici a ve Wetzwilu, které podléhaly farnosti Küsnacht. Od roku 1631 má Herrliberg vlastní faru pro reformovanou farnost. Počátky vzniku obce sahají do konce 15. století. V roce 1550 se obec poprvé objevila jako právnická osoba. V roce 1639 se hovoří o osmi „porotcích“ a z roku 1673 se dochoval příkaz k nastěhování. Lesy sloužily rolníkům na hoře jako pastviny, zatímco lidé z vesnice podporovali využívání dřeva zalesňováním a oplocením. V roce 1550 se úřady ve svých rozhodčích nálezech vyslovily pro omezení lesního pastvectví. Na horských statcích se provozovalo zemědělství (částečně polní, částečně vinohradnické), na svahu směrem k jezeru převládala specializace na pěstování vinné révy. V roce 1670 pracovala asi čtvrtina obyvatel v domácí řemeslné výrobě. V roce 1787 bylo ještě 83 osob zaměstnáno v tkalcovně a 45 v přádelně bavlny. Díky poloze u jezera a blízkosti města byl Herrliberg již od počátku novověku častým výletním cílem a místem rekreačních nemovitostí obyvatel Curychu.

## Obyvatelstvo
| Rok            | 1634 | 1760 | 1850 | 1888 | 1900 | 1950 | 2000 | 2005 | 2010 | 2018 |
| Počet obyvatel | 512  | 979  | 1144 | 964  | 985  | 2298 | 5499 | 5585 | 6069 | 6391 |

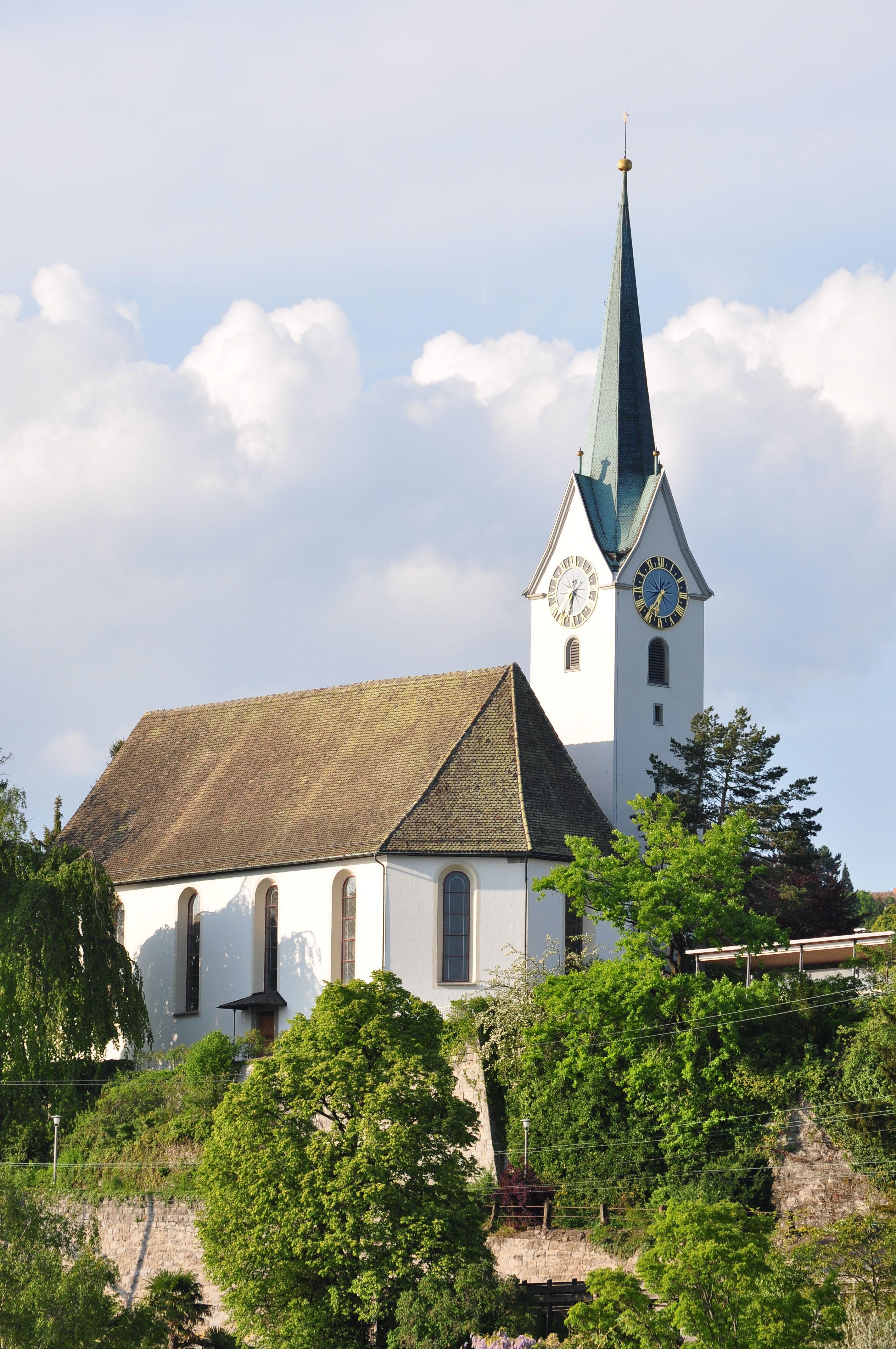
Reformovaný kostel v Herrlibergu

Úředním jazykem obce je němčina. Místní dialekt němčiny je nazýván Züridütsch (curyšská němčina). Většina obyvatel hovoří německy (89,2 %), druhou nejčastější řečí je angličtina (2,9 %) a třetí francouzština (3,2 %).

### Náboženství
Herrliberg se nachází v převážně reformovaném kantonu Curych (24,5 % oproti 22,9 % římskokatolického obyvatelstva), čemuž odpovídá také zastoupení těchto církví v populaci obce. V roce 2022 se k evangelické reformované církvi hlásilo 30,0 % obyvatel, k římskokatolické 22,7 % a 47,3 % obyvatel mělo jinou nebo žádnou konfesní příslušnost.

## Doprava
Herrlibergem prochází železniční trať Curych–Rapperswil, která byla otevřena 14. března 1894 a elektrifikována v květnu 1926. Herrliberg obsluhují linky S6 a S16 curyšského systému vlakových linek S-Bahn. Linka S6 pokračuje ze Curychu do Uetikonu, zatímco linka S16 (většinou) končí v Herrlibergu. Nádraží Herrliberg-Feldmeilen leží těsně za hranicí obce v obci Meilen.
Kromě toho do Herrlibergu jezdí motorové lodě společnosti Zürichsee-Schiffahrtsgesellschaft, spojující sídla na Curyšském jezeře.

## Osobnosti
- Emil Frey (1898–1995), automobilový závodník a podnikatel